# Communauté de communes des Monts d'Alban et du Villefranchois
La Communauté de communes des Monts d'Alban et du Villefranchois est une communauté de communes française, située dans le département du Tarn.

## Historique
Au 1er janvier 2013, la communauté de communes des Monts d'Alban et du Villefranchois est née de la fusion de la communauté de communes des Monts-d'Alban et de la communauté de communes du Villefranchois et du rattachement des communes de Mont-Roc et de Rayssac.
Depuis le 1er janvier 2016, date de la fusion des communes de Bellegarde et de Marsal en la commune de Bellegarde-Marsal, la communauté de communes des Monts-d'Alban et du Villefranchois compte 14 communes au lieu de 15 communes auparavant.

## Composition
La communauté de communes est composée des 14 communes suivantes :

| Nom                      | Code Insee | Gentilé                    | Superficie (km2) | Population (dernière pop. légale) | Densité (hab./km2) |
| ------------------------ | ---------- | -------------------------- | ---------------- | --------------------------------- | ------------------ |
| Alban (siège)            | 81003      | Albanais                   | 9,82             | 949 (2022)                        | 97                 |
| Ambialet                 | 81010      | Ambialetois                | 30,04            | 470 (2022)                        | 16                 |
| Bellegarde-Marsal        | 81026      |                            | 19,39            | 695 (2022)                        | 36                 |
| Curvalle                 | 81077      | Curvallois                 | 38,63            | 393 (2022)                        | 10                 |
| Le Fraysse               | 81096      | Frayssols                  | 29,63            | 420 (2022)                        | 14                 |
| Massals                  | 81161      | Massalais                  | 16,3             | 113 (2022)                        | 6,9                |
| Miolles                  | 81167      | Miollois                   | 12,1             | 107 (2022)                        | 8,8                |
| Mont-Roc                 | 81183      | Montrocois                 | 14,18            | 192 (2022)                        | 14                 |
| Mouzieys-Teulet          | 81190      | Mouzieissois               | 13,21            | 494 (2022)                        | 37                 |
| Paulinet                 | 81203      | Paulinetols ou Paulinétois | 73,75            | 506 (2022)                        | 6,9                |
| Rayssac                  | 81221      | Rayssagols                 | 29,95            | 233 (2022)                        | 7,8                |
| Saint-André              | 81240      |                            | 7,27             | 102 (2022)                        | 14                 |
| Teillet                  | 81295      | Teilletois                 | 24,22            | 451 (2022)                        | 19                 |
| Villefranche-d'Albigeois | 81317      | Villefranchiens            | 22,09            | 1 235 (2022)                      | 56                 |

## Démographie
| 2009  | 2012 |
| ----- | ---- |
| 6 433 | -    |

## Liste des Présidents successifs
| Période                                  | Période | Identité            | Étiquette | Qualité              |
| ---------------------------------------- | ------- | ------------------- | --------- | -------------------- |
| 2013                                     | 2020    | Damien Chamayou     |           | Maire de Paulinet    |
| 2020                                     | ...     | Jean-Luc Espitalier |           | Maire de Saint-André |
| Les données manquantes sont à compléter. |         |                     |           |                      |